# Oxalomalato liasa
La oxalomalato liasa (EC 4.1.3.13) es una enzima que participa en el ciclo del glioxilato, una vía metabólica presente en muchos organismos uni y pluricelulares que permite sintetizar carbohidratos a partir de acetatos provenientes del ciclo de Krebs. Esta enzima cataliza la siguiente reacción química, de la cual se han descrito dos posibles mecanismos:
Esta enzima por lo tanto posee un único sustrato, el 3-oxomalato, y dos productos, el oxaloacetato y glioxilato.

## Clasificación
Esta enzima pertenece a la familia de las liasas, específicamente al grupo de las liasas de oxoácidos que provocan la ruptura de enlaces C-C.

## Nomenclatura
El nombre sistemático de esta clase de enzimas es 3-oxomalato glioxilato-liasa (formadora de oxaloacetato). Otro nombre por el cual se la conoce es 3-oxalomalato glioxilato-liasa.

## Papel biológico
Esta enzima, junto con la isocitrato liasa forman el By-Pass metabólico en el ciclo de los ácidos tricarboxílicos que permite que hongos, protistas y plantas sinteticen glucosa y carbohidratos a partir de acetatos activos provenientes del ciclo de Krebs.